# Cariñito
 (septembre 2015).
Cariñito, est une cumbia péruvienne, écrite par le compositeur péruvien Angel Anibal Rosado (es) en 1979 et interprétée pour la première fois par le groupe péruvien "Los Hijos del Sol (es)" (Les Fils du Soleil). Avec des versions jouées sur différents rythmes, dans différents styles ou genres et par des groupes variés du monde entier, Cariñito est une des chansons phares de la Cumbia péruvienne (appelée aussi Chicha), et de la cumbia en général.

## Histoire
En 2007, Oliver Conan et Barbes Records, une maison de disques américaine, a présenté Roots of Chicha, une compilation de chansons emblématiques des origines de la musique tropicale péruvienne. Ce disque a été bien reçu en France. Parmi trois thèmes de "Los Hijos del Sol", on retrouve Cariñito. Ce disque a permis à la popularité de Cariñito de croître et ainsi qu'à celles de divers thèmes classiques de la Chicha.

## Versions
- En Colombie, Rodolfo Aicardi, avec le groupe "Los Hispanos", enregistre une version de Cariñito en 1983. Aicardi y inclut l'usage du saxophone afin de rendre plus riche le mélange de guitare-basse.[réf. nécessaire]

- Au Chili, dans les années 1980, le groupe "Pachuco y la Cubanacán" inclut dans le disque “L'Africain”, sa version de Cariñito.

- À ses débuts, le chanteur chilien Chico Trujillo joue sa version de Cariñito, à Berlin et au Chili, d'après la version de Pachuco. Cette version a permis de consolider la popularité du thème auprès du jeune public chilien.[réf. nécessaire]

- Le groupe péruvien Bareto reprend à la guitare électrique le thème à partir de la version originale d'Anibal Rosado[pas clair] et enregistre sa version sur le disque Sodoma et Gamarra (2009).
- En 2010, le groupe péruvien La Sarita interprète sa version de Cariñito. Cette version consolide la popularité de Cariñito et d'autres thèmes amazoniens auprès du public péruvien[4].
- En 2018, dans le film Marfa Girl 2 de Larry Clark, l'artiste mexicain punk-rock Jonathan Velasquez reprend la chanson en version acoustique.
- En 2019, Lila Downs, Panteón Rococó enregistrent le titre (Mexican Institute of Sound Mix)[5].